# Peter Eggerath
Peter Eggerath OSB, auch Pedro Eggerath (* 26. Januar 1880 in Buscherhof; † 10. November 1947 in Namur, Belgien) war ein deutscher römisch-katholischer Ordensgeistlicher und Abt der Territorialabtei Nossa Senhora do Monserrate do Rio de Janeiro.

## Leben
Peter Eggerath trat der Ordensgemeinschaft der Benediktiner bei und legte am 10. April 1898 die Profess ab. Er empfing am 24. August 1902 das Sakrament der Priesterweihe.
Am 14. Oktober 1915 wurde Peter Eggerath zum Abt der Territorialabtei Nossa Senhora do Monserrate do Rio de Janeiro gewählt. Papst Benedikt XV. bestätigte diese Wahl am 17. Dezember desselben Jahres. Die Amtseinführung erfolgte am 13. Februar 1916. Am 13. Mai 1921 bestellte ihn Benedikt XV. zudem zum Prälaten von Rio Branco. Außerdem wurde Eggerath am 27. September 1923 Erzabt der Brasilianischen Kongregation der Benediktiner.
Eggerath trat im Juli 1929 von allen Ämtern zurück.